# Condado de Wiwon
O Condado de Wiwŏn é um kun (condado) no norte da província de Chagang, na Coreia do Norte. É situado no lado oposto do rio Yalu à República Popular da China. Fazia originalmente parte da província de Pyongan do Norte, mas foi anexada a Chagang em 1954. Faz limite com Mampo e Sijung ao norte, Kanggye e Songgan ao leste, Ch'onch'ŏn ao sudeste, Kop'ung ao sul e oeste, e Ch'osan ao oeste.
A cordilheira principal das Montanhas Kangnam passa ao longo dos limites sudeste do condado. O ponto mais alto é Sunjŏksan (숭적산, 1984m). É também possível notar ao longo dos limites com Kop'ung e Ch'osan altas formações montanhosas. O clima é temperado continental, com invernos frios e uma temperatura média anual de 6°C.
As principais indústrias locais são a exploração madeireira e a agricultura. Há pouca terra alagadiça, por isso não se costuma cultivar arroz; no entanto, podem-se encontrar pomares e a criações de gado. Além disso, cultivam-se culturas de campo seco, como soja, milho e batata. Em Setembro de 2005, a Coreia do Norte anunciou a conclusão de uma segunda central elétrica em Wiwon para fornecer energia eléctrica aos campos florestais.

## Divisões Administrativas
O condado de Wiwŏn é dividido em 1 ŭp (cidade), 2 rodongjagu (distritos de trabalhadores) e 20 ri (aldeias):
| - Wiwŏn-up - Ryanggang-rodongjagu - Ryongyŏl-lodongjagu - Chisal-li - Ch'angp'yŏng-ri - Ch'ukp'o-ri - Hwach’ang-ri - Hyangyang-ri - Kaewŏl-li - Kobo-ri - Kosŏng-ri - Kuam-ri | - Kwangch'ŏl-li - Ŏgong-ri - Puhŭng-ri - Rangmil-li - Ryongtal-li - Samgang-ri - Sinyŏl-li - Songjil-li - Taeya-ri - Tobong-ri - Tŏk'am-ri |